# Большекопенское муниципальное образование
Большекопенское муниципальное образование — сельское поселение в Лысогорском районе Саратовской области Российской Федерации.
Административный центр — село Большие Копены.

## История
Статус и границы сельского поселения установлены Законом Саратовской области от 29 декабря 2004 года № 118-ЗСО «О муниципальных образованиях, входящих в состав Лысогорского муниципального района».

## Население
| 2010  | 2011  | 2012  | 2013  | 2014  | 2015  | 2016  |
| ----- | ----- | ----- | ----- | ----- | ----- | ----- |
| 1350  | ↘1345 | ↘1334 | ↗1337 | ↘1308 | ↘1288 | ↗1303 |
| 2017  | 2018  | 2019  | 2020  | 2021  |       |       |
| ↘1291 | ↘1266 | ↘1255 | ↘1223 | ↘1216 |       |       |

## Состав сельского поселения
| № | Населённый пункт | Тип населённого пункта       | Население |
| - | ---------------- | ---------------------------- | --------- |
| 1 | Белое Озеро      | село                         | ↘125      |
| 2 | Большие Копены   | село, административный центр | ↘699      |
| 3 | Малый Карамыш    | село                         | 12        |
| 4 | Невежкино        | село                         | ↘514      |
| 5 | Шмакова Балка    | деревня                      | 0         |